# Lista de membros da Royal Society eleitos em 1678
Esta é uma lista de Membros da Royal Society eleitos em seu décimo-nono ano, 1678.

## Fellows
- John Mayow (1640 - 1679)
- David Hannisius (m. 1681)
- Joseph Moxon (1627 - 1691)
- Walter Chetwynd (1633 - 1693)
- Theodor Kerckring (1640 - 1693)
- William Perry (1650 - 1696)
- Sir James Langham (1620 - 1699)
- Edmund Dickinson (1624 - 1707)
- Dethlevus Cluverus (1645 - 1708)
- Francis Aston (1644 - 1715)
- John Van de Bemde (1655 - 1726)
- Joseph Lane (m. 1728)
- Edmond Halley (1656 - 1742)